# Andrzej Chramiec (pilot)
Andrzej Chramiec (ur. 26 marca 1892 w Zakopanem, zm. 14 lutego 1985 w Arlington) – podpułkownik pilot inżynier Wojska Polskiego, kawaler Orderu Virtuti Militari.

## Życiorys
Syn Andrzeja i Jadwigi z Bieczyńskich. W 1909 roku zdał egzamin maturalny w Wyższej Szkole Realnej w Krakowie. Następnie wyjechał na studia w Instytucie Elektrycznym i Mechanicznym w Nancy.
25 maja 1919 roku wstąpił do odrodzonego Wojska Polskiego i, jako pilot, otrzymał przydział do 5 eskadry wywiadowczej w której został wyszkolony na obserwatora, a następnie pilota. W jej składzie został skierowany na front wojny polsko-bolszewickiej. Z uwagi na braki etatowe, brał udział w lotach bojowych również jako obserwator. Wyróżnił się podczas walk 1 czerwca 1920 roku kiedy, w załodze z ppor. obs. Tomaszem Turbiakiem, wykrył oddziały 1 Armia Konnej Siemiona Budionnego, które zagrażały 13. Dywizji Piechoty. Polskiej załodze udało się powiadomić zagrożone oddziały, które zorganizowały skuteczną obronę i odparły atak.
W dniach 18–22 czerwca, w załodze z por. pil. Juliuszem Gilewiczem, rozpoznali w rejonie Baru i Żmerynki nieprzyjacielskie pociągi pancerne i kolumny marszowe, które następnie skutecznie zaatakowali bombami i ogniem broni pokładowej. W trakcie działań wojennych wykonał łącznie 34 loty bojowe w łącznym wymiarze 54 godzin. 
Po zakończeniu działań wojennych pozostał w Wojsku Polskim. 28 lutego 1921 roku został zatwierdzony z dniem 1 kwietnia 1920 roku w stopniu porucznika, w wojskach lotniczych, w grupie oficerów byłej armii austriacko-węgierskiej. W maju 1921 roku dostał przeniesiony do 12 eskadry wywiadowczej 1. pułku lotniczego w Warszawie i objął jej dowództwo.
Podczas służby w 1 pl został odkomenderowany do Wyższej Szkoły Lotniczej w Paryżu. 15 stycznia 1925 roku został przeniesiony do Centralnych Zakładów Lotniczych, ale już 20 maja został przeniesiony do Departamentu IV Żeglugi Powietrznej, gdzie objął stanowisko p.o. Szefa Wydziału Zaopatrzenia. 1 marca 1926 roku otrzymał przydział do Polskiej Misji Wojskowej Zakupów w Paryżu gdzie odpowiadał za odbiór sprzętu lotniczego. W lipcu 1927 roku otrzymał przydział do Departamentu Lotnictwa Ministerstwa Spraw Wojskowych, a w grudniu do Instytutu Badań Technicznych Lotnictwa (IBTL). W 1928 uzyskał tytuł inżyniera w Wyższej Szkole Aeronautyki i Konstrukcji Mechanicznych w Paryżu (Ecole Superieure de l’Aeronautique el de Construction Mechanique). Został przeniesiony do Komisji Nadzoru Technicznego. W 1931 roku powrócił do IBTL, gdzie objął stanowisko kierownika stacji płatowcowej. Od końca 1931 roku do sierpnia 1933 kierował kwestiami technicznymi Instytutu.
W kwietniu 1933 roku wziął udział, w załodze z kpt. Józefem Lewoniewskim, w Międzynarodowych Zawodach Lotniczych w Bułgarii. Pełnił funkcję szefa polskiej ekipy.
Na przełomie lipca i sierpnia 1937 roku wystartował, jako pilot Aeroklubu Rzeczypospolitej Polskiej w IV Międzynarodowych Zawodach Lotniczych w Zurychu, podczas których zajął 36. miejsce.
27 czerwca 1935 został mianowany podpułkownikiem ze starszeństwem z 1 stycznia 1935 i 2. lokatą w korpusie oficerów aeronautyki. W 1937, po utworzeniu korpusu oficerów lotnictwa, został przydzielony do grupy technicznej. 18 sierpnia 1937 roku został mianowany attaché wojskowym, lotniczym i morskim przy Ambasadzie RP w Waszyngtonie. 
Po wybuchu II wojny światowej wstąpił do RAF, otrzymał numer służbowy P-0591. Po zakończeniu działań wojennych nie zdecydował się na powrót do Polski, pozostał na emigracji w USA. Zmarł 14 lutego 1985 roku w Arlington.
Był żonaty z Oleną, mieli syna Marka.

## Ordery i odznaczenia
- Krzyż Srebrny Orderu Wojskowego Virtuti Militari nr 8113 (27 lipca 1922)[21]
- Krzyż Walecznych[22]
- Medal Lotniczy (czterokrotnie)[23]
- Złoty Krzyż Zasługi (11 listopada 1934)[24]
- Polowa Odznaka Pilota nr 23 (11 listopada 1928)[22][25]
- czechosłowacka Odznaka Pilota (1929)[26]
- rumuńska Odznaka Pilota